# Bregano
Bregano es un municipio italiano de la provincia de Varese, región de Lombardía, con 781 habitantes.

## Evolución demográfica
| Gráfica de evolución demográfica de Bregano entre 1861 y 2001 |
|                                                               |
| Fuente ISTAT - elaboración gráfica de Wikipedia               |